# Jaufré Rudel

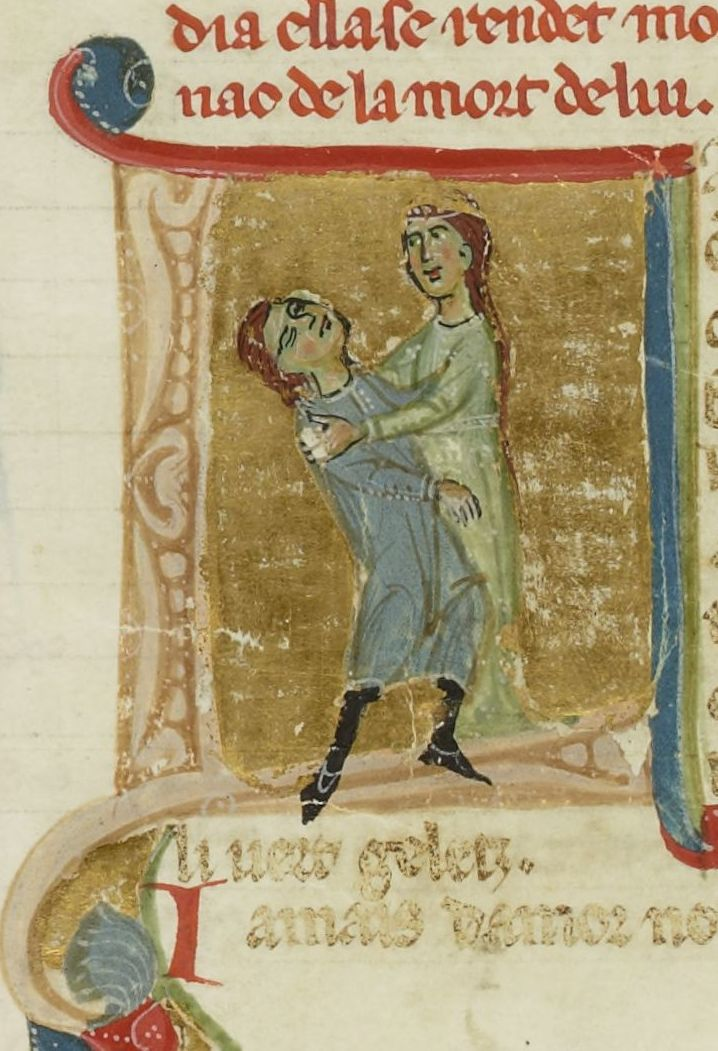
De dood van Jaufré Rudel (Handschrift met troubadourliederen, 13e eeuw, Noord-Italië, (Bibliothèque nationale de France)

Jaufré Rudel (Blaye, 1113 – 1170) was een Franse troubadour uit de 12e eeuw. Hij was baron van Blaye en nam deel aan de Tweede Kruistocht (1147-1149).
Jaufré Rudel was een bekende troubadour in zijn tijd: hij schreef liefdesliederen aan het Franse hof, die vaak gingen over een verre en onbereikbare liefde (l'amour lointain). Hij was vermoedelijk de eerste die dit onderwerp in de poëzie introduceerde.
Er is weinig bekend over het leven van Rudel, maar we weten wel dat hij deelnam aan de tweede kruistocht in 1147. Na zijn dood verschenen meerdere verhalen over hem, waarin wordt verteld dat hij, in de ban van de beschrijvingen van de mooie gravin Hodierna van Tripoli (Syrië), op reis ging om haar te zoeken. De gravin was zijn amour lointain, ook al had hij haar nog nooit ontmoet. Tijdens zijn reis werd hij echter ziek en stervend werd hij naar Tripoli gebracht. Toen de gravin van het bestaan van haar minnaar hoorde, ging ze naar hem toe. Nadat zij hem een kus had gegeven, stierf hij in haar armen. Dit romantische, maar onwaarschijnlijke verhaal, vindt zijn oorsprong in het onderwerp van Rudels liederen en zijn vermoedelijke dood tijdens de tweede kruistocht. 
De Franse dramaschrijver Edmond Rostand gebruikte het verhaal over Rudel en Hodierna als basis voor zijn toneelstuk La Princesse lointaine (1895), maar in plaats van Hodierna, als Rudels geliefde, schreef hij haar dochter Mélisande deze rol toe: zij werd gespeeld door Sarah Bernhardt. De Finse componiste Kaija Saariaho schreef een opera over Rudel, L'amour de loin (2000), op een libretto van Amin Maalouf.

## Liederen
Acht liederen van Rudel zijn bewaard gebleven, waarvan vier met muzieknotatie:
- Quan lo rius de la fontana
- S'esclarzis, si cum far sol
- E par la flors aiglentina
- El rossinholetz el ram
- Volf e refranh ez aplana
- Son dous chantar et afina
- Dreitz es qu'ieu lo mieu refranba
- Lanquan li jorn